# Frederic Clariana i Ricart
Frederic Clariana i Ricart (1839 - 21 de maig del 1917) fou un músic i pedagog musical català.

## Biografia
Fou un dels primers professors de música del Colegio Terrassense, fundat el 1864. Impulsor de la vida musical de la ciutat, participà en molts concerts que s'hi programaren a finals del segle xix. És coneguda la seva presència en un concert l'any 1885 al Casino d'Artesans, on intervingueren també Marc Biosca i Barba i Isidre Mogas i Palet. També fou fundador i vicepresident de la Germandat Artístico-Musical, presidida per Marc Biosca i Barba, creada amb la finalitat de garantir els drets dels músics.

## Obres
- Motet per a la Comunió per a 2 v i orgue (1871)
- Motet per la primera Comunió, per a 3 v i harmonium. (1880)[3]